# Bad Boy Street
Bad Boy Street è un film del 2012 diretto da Todd Verow.

## Trama
Claude, giovane gay francese, deluso da una relazione sentimentale avuta negli Stati Uniti ha fatto ritorno da tempo in patria. Una mattina, mentre cammina verso casa, vede un giovane ubriaco disteso sul marciapiede. Claude lo porta a casa sua e scopre che il giovane è un americano di nome Brad.
I due intraprendono una relazione, ma Brad si rivela essere molto misterioso ed apparentemente distaccato. Durante una festa a sorpresa per il compleanno di Claude, uno degli invitati riconosce Brad come il famoso attore Aaron Davis. A partire da quel momento sembra che tutte le cose vadano sempre peggio per Claude e Brad.

## Citazioni
- Brad chiama Claude "Elephant Man", riferimento al film The Elephant Man (1980).
- Gli invitati alla festa di Claude si rendono conto che Brad è una star del cinema, che Claude non conosceva prima, proprio come il personaggio di Hugh Grant nel film Notting Hill non aveva capito che il personaggio di Julia Roberts fosse una star del cinema fino a quando non gli venne detto che lo era.
- Brad dice di aver visto il film Moulin Rouge! (2001).
- Alla festa di compleanno di Claude gli ospiti realizzano che Brad è in realtà "Aaron Davis", il nome del timido personaggio mormone del film Inguaribili romantici (2003).
- La serie di film di Brad parla di una storia d'amore tra una ragazza e il suo amante soprannaturale. Questo ricorda la serie di film di Twilight.